# Gălățeni
Gălățeni (węg. Szentgerice) – wieś w Rumunii, w okręgu Marusza, w gminie Păsăreni. W 2011 roku liczyła 745 mieszkańców.